# Promo-LEX
Promo-LEX este o organizație non-guvernamentală, apolitică și non-profit din Republica Moldova. Aceasta ce se ocupă cu protejarea drepturilor omului și avocatura. Asociația a fost fondată în anul 2002 de către un grup de tineri preocupați de protejarea drepturilor omului. A fost înregistrată la Ministerul Justiției al Republicii Moldova la data de 19 iulie 2002 cu numărul de înregistrare 2278. Asociația își desfășoară activitatea pe întreg teritoriul Republicii Moldova.
Misiunea Asociației este de a contribui la dezvoltarea democrației în Republica Moldova, inclusiv în regiunea Transnistreană, prin promovarea și apărarea drepturilor omului, monitorizarea proceselor democratice și consolidarea societății civile.
Promo-LEX a delegat regulat observatori la alegerile petrecute în Republica Moldova cu scopul de monitorizare a corectitudinii desfășurării acestora. Asociația a efectuat și numărători paralele a voturilor.
Organizația este cunoscută și pentru realizarea unor spoturi video de sensibilizare pentru a îndemna cetățenii să-și exercite dreptul la vot și să nu fie indiferenți, unele dintre acestea devenind virale, cum ar fi: Contăm, deci VOTăm! (aka „Valera votează”), Votează. Alege-ți viitorul. (aka „Am a***t ce au ales”), Pe 14 iunie votează deștept și informat! (aka „E timpul să adunăm voturi”) ș.a.

## Structura organizației
Organul suprem al Asociației Promo-LEX este Adunarea Generală. Adunarea Generală este alcătuită din 9 membri. Adunarea Generală se desfășoară o dată pe an sau poate fi convocată de către Directorul Executiv, Președinte sau Comisia de cenzori în sesiune extraordinară de cîte ori este nevoie.

## Legături externe
- Site web oficial Arhivat în 4 octombrie 2017, la Wayback Machine.
- Promo-LEX Association Arhivat în 10 noiembrie 2017, la Wayback Machine. pe European Platform for Democratic Elections
- Promo-LEX Association pe Civic Solidarity
- Canalul de youtube al organizației Promo-LEX